# Ходжаназар Хувайдо
Ходжаназар Хувайдо (полное имя Ходжаназар Хувайдо. Гаибназар (старший брат); узб. Хўжаназар Ҳувайдони; 1704, Ош — 1780, Чимион) — узбекский поэт, просветитель и педагог. Наряду с Низами, Хуканди и Акмалом является выдающимся представителем Ферганской школы поэзии XVIII века.

## Биография
Ходжаназар родился в 1704 году в городе Ош Ферганского округа Бухарского ханства. Отец Ходжаназара — Ирназар-Оглы — ишан из города Ош, вместе с семьей и родственниками из Маргилана переселился в селение Чимион Ферганского округа Бухарского ханства (ныне — селение в Ферганском районе Ферганской области). Там он женился на местной девушке и основал духовную семинарию. Ирназар-Оглы приходился учеником Великого Шейха Афака Ходжи из Кашгара, Восточный Туркестан.
Ходжаназар получил своё начальное образование в отцовской духовной семинарии в Чимионе. В 18 лет отправился в город Коканд и обучался в нескольких медресе. По окончании обучения вернувшись в Чимион продолжил дело своего отца: руководил школой, преподавал литературу и философию. В свободное от работы время занимался ткацким ремеслом. Писал стихи, которыми прославился уже при жизни. Свои газели он подписывал псевдонимом Хувайдо (что означает слово "изгнанник").
Ходжаназар до конца своей жизни прожил в селении Чимион (с 1709 года — селение в составе Кокандского ханства) и умер в 1780 году в возрасте 76 лет.

## Потомки
Ходжаназар Хувайдо стал основателем Чимганской (Чимион) литературной школы. Одним из его талантливых учеников был поэт Мирхасан Садои, который в молодости переехал в Чимган и долгие годы обучался под руководством Ходжаназара Хувайдо.
Целая плеяда талантливых поэтов учеников знаменитого Хувайдо обогатила узбекскую литературу своими трудами. Внук Хувайдо — Мавлави Сираджи (сын Халмухаммада Халифа) и правнук Салах ад-Дин Сакиба прославился, как талантливый поэт. Дочь Мавлави Сираджи, правнучка Ходжаназара Хувайдо, Самар Бану (1837—1891) тоже была поэтессой и оставила после себя большой сборник стихов. Её труды стоят в одном ряду с трудами узбекских поэтесс — Увайси (1779—1845), Надирабегим (1792—1842), Махзуна
.

## Наследие
Хувайдо при жизни не успел сформировать библиографию своих стихов, в результате чего большая часть его трудов были утеряны. Внук Салах ад-Дин Сакиб собрал некоторые рукописи деда и издал единый сборник стихов. Рукописи этого дивана (сборника) распространились среди последователей талантливого Хувайдо.
Наследие Хувайдо, дошедшее до наших дней, состоит из 100 газелей, 28 рубаи, 41 четверостишья, 3 мухаммасов, 1 мусаддаса, 1 мусаммана, 1 мустахзода и 3 месневи. В сборник также включены крупные эпические поэмы. Одна из них — «Ибрагим Адхам», повествующая о жизни легендарного мусульманского святого из Балха, написана по мотивам узбекской народной книги «Кысса-и Ибрагим Адхам». Другая поэма Хувайдо — «Рахат-и дил» («Услада сердец») написана в просветительском формате.
В 1908 году наследие поэта было опубликовано в Ташкенте под названием «Куллият-и Хувайдо» тиражом в 4400 экземпляров. В издание также были включены воспоминания современника Хувайдо, поэта Насеха Чимёний .

## Популярность
Творчество Хувайдо получило широкую известность уже при жизни поэта. Его стихи, исполненные в стиле суфийской философии («Хоки пойи яхшилар бўл…», «Ичарға бода саҳар…» и др.), призывающие к доброте, смирению и отказу от жизненных благ, по своему духу перекликались с идеями поэтов-просветителей XVII века — Машраба, Суфи Аллаяра, Хасан-Кули Ахсани. Кроме этого Хувайдо написал немало стихов и на лирические темы («На қилдим санго…», «Бир бузуқ вайронадур…»).
В XIX веке в начальных семилетних школах с узбекским языком обучения диван Хувайдо преподавался наряду с диванами Навои и Фузули, поэмой «Лисан ат-тайр» Навои и «Кысса-и Дивана Машраб» Бабарахима Машраба
.
Имя  великого Хувайдо прочно вошло в классику узбекской литературы, как талантливого поэта, некоторые его стихи стали основой текста песен узбекской классики. Для его газели «На қилдим санго…» была написана музыка и исполнена народным артистом Узбекистана Арифханом Хатамовым.